# Techau

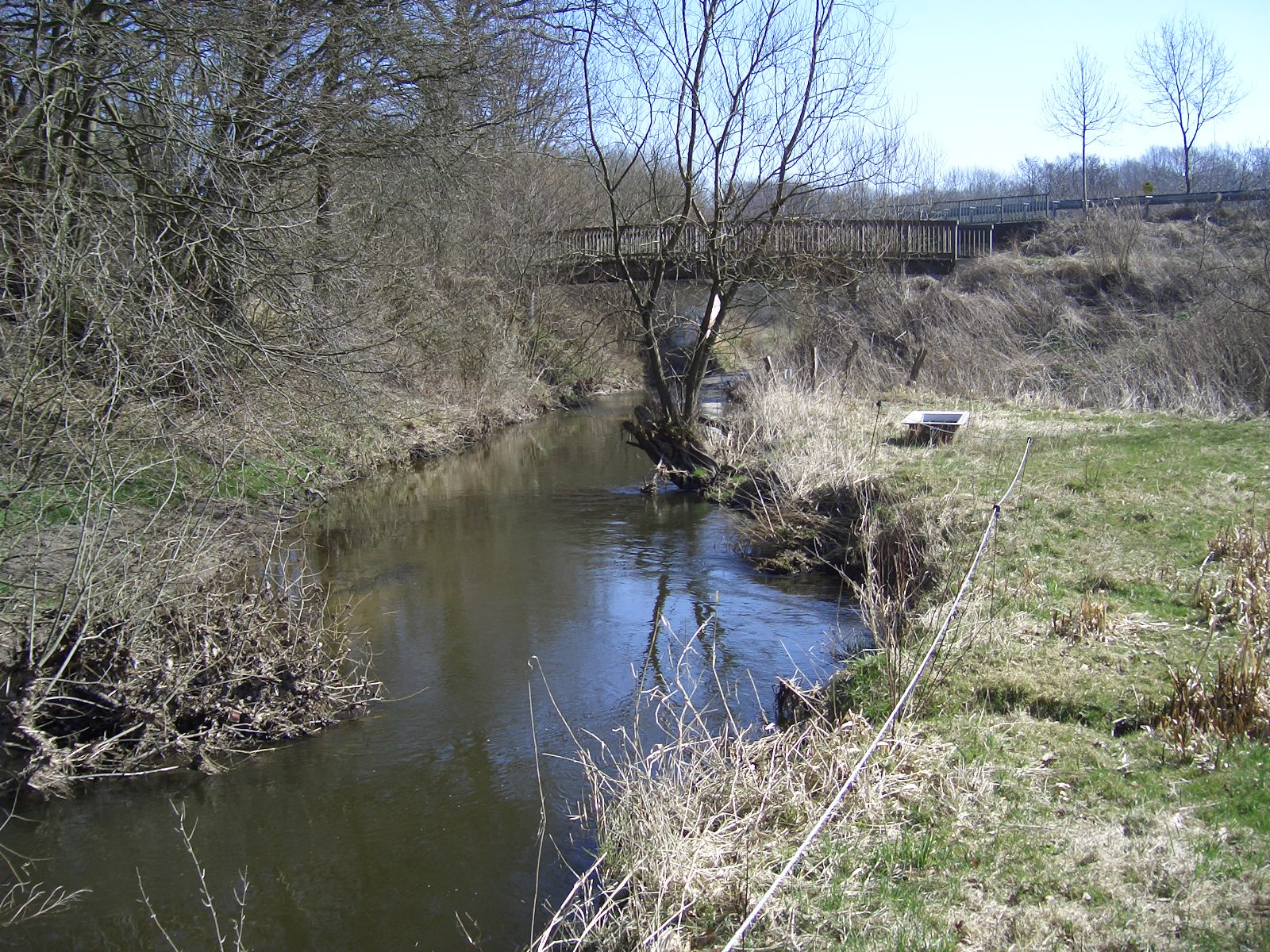
Brücke Pansdorf/Sarkwitz bei Techau

Techau ist ein Ortsteil der Gemeinde Ratekau im Kreis Ostholstein mit 1.677 Einwohnern (Stand 31. März 2015).

## Geschichte
Techau ist, da der Name von Techgowe  abgeleitet ist und als solcher urkundlich 1322 erstmals erwähnt wird, wohl auf eine Siedlung slawischen Ursprungs zurückzuführen – die Siedlung des Tech. Nachdem das Bistum Lübeck 1561 die Reformation eingeführt hatte, kam Techau in den Besitz des Bischofs. Aufgrund des Plöner Vertrags von 1842 wurde eine Gebietsreform durchgeführt. Eine Gemeindeordnung verkündete am 22. Juni 1857, dass Techau mit Sereetz, Ratekau, Pansdorf, Groß- und Klein-Timmendorf, Hobbersdorf, Hemmelsdorf, Rohlsdorf, Ruppersdorf und Luschendorf die Gemeinde West-Ratekau bildet. Der Sitz der Verwaltung war in dieser Zeit in Pansdorf.

## Wirtschaft
Die Wirtschaft von Techau ist überwiegend durch Landwirtschaft geprägt. Von Bedeutung sind ferner ein am zu diesem Zwecke aufgestauten Fluss Schwartau gelegener Mühlen- und Futtermittelbetrieb sowie ein in den 1970er Jahren angelegtes Gewerbegebiet. Neben einer Gastschenke werden in Techau ein Hotel sowie einige kleine Läden betrieben. Der Dorfladen im Zentrum ist geschlossen. 2011 eröffnete ein Wein-, Sekt- und Spirituosen-Fachbetrieb. Neben dem Weinhandel gibt es den Malerfachbetrieb Jordan. Der Weinhandel ist seit Ende 2017 eingestellt; an dessen Stelle eröffnete dort im April 2018 ein kleines Frühstückscafé. Zudem gibt es eine Sanitär-Firma Hanseatische Sanitär und eine bekannte Versteigerungshalle. Die Gastschenke wurde zum Jahresende 2016 geschlossen; an deren Stelle soll eine Anwaltskanzlei eröffnet werden.

## Bildung
Techau hatte von 1908 bis 2012 eine eigene Grundschule. Nach der Zusammenlegung mit der Otfried-Preußler-Schule in Pansdorf wurde der Techauer Standort im Jahr 2018 geschlossen.

## Vereine und kulturelle Einrichtungen
Neben einer eigenen Grundschule verfügt Techau über eine 1980 zum Gemeinschaftshaus umgebaute ehemalige Schulleiterdienstwohnung, das nun für Veranstaltungen der Vereine und Organisationen genutzt werden kann.
Weitere Vereinsträger in Techau sind (Auswahl):
- Institut für freie Rede und Gesprächsführung e.V.
- Siedlergemeinschaft Techau

### Soziale Einrichtungen
In Techau entstand vor einigen Jahren ein modernes Alten- und Pflegeheim.  Im Dachgeschoss des Gebäudes befinden sich Konferenz- und Seminarräume, die regelmäßig auch durch die AGE genutzt werden.